# Mangouste de Java
Herpestes javanicus
Espèce
Synonymes
- Herpestes auropunctatus (Hodgson, 1836)

Statut de conservation UICN

 LC  : Préoccupation mineure
Statut CITES
La Mangouste de Java (Herpestes javanicus), souvent appelée petite mangouste indienne, originaire d'Asie, a été introduite à la fin du XIXe siècle dans de nombreuses îles pour contrôler la population de rats et de serpents dans les champs de canne à sucre. Cette espèce y est devenue invasive.
Sa taxonomie est controversée.

## Répartition
Elle vit originellement dans l'Est de l'Irak, en Iran, au Sud de l'Afghanistan et du Pakistan, dans le Nord de l'Inde, en Asie du Sud-Est et au Sud de la Chine du Moyen-Orient, et introduite en Guadeloupe, Martinique, à Saint-Martin et en Guyane... pour chasser les rats et les serpents..

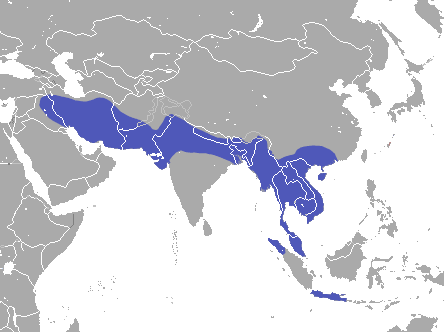
Aire de répartition de la petite mangouste indienne

## Description

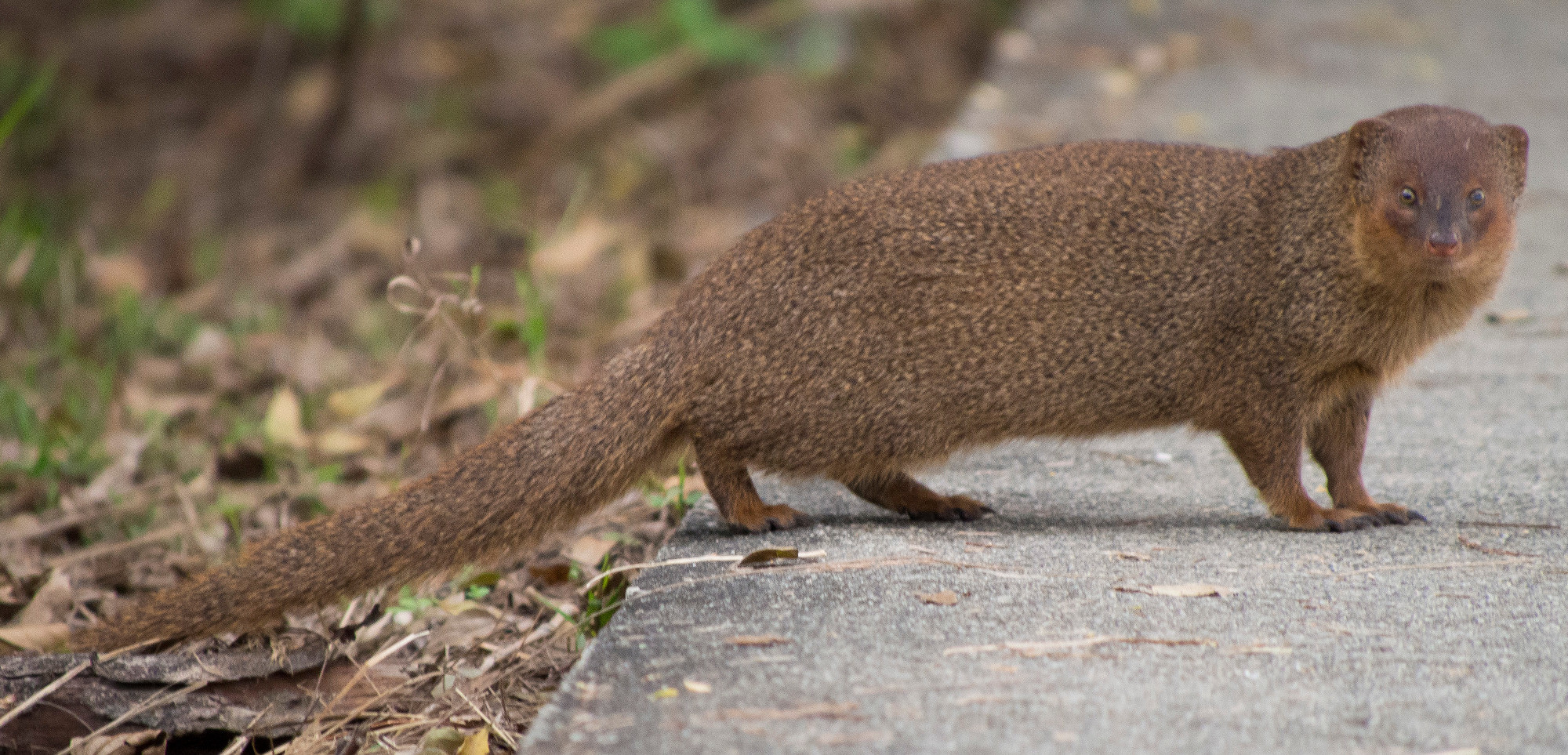
Mangouste de Java

C'est une petite espèce de mangouste.
Elle mesure 35-41 cm de long (corps et tête), a une queue de 25-29 cm et pèse 0,5-1 kg.
Son pelage est gris avec des reflets marron-roux et elle a un petit museau.
Elle vit principalement au sol et grimpe rarement dans les arbres. 

## Statut

### Espèce invasive
Depuis 2016, la Mangouste de Java est inscrite dans la liste des espèces exotiques envahissantes préoccupantes pour l’Union européenne.
Cela signifie que cette espèce ne peut pas être importée, élevée, transportée, commercialisée, ou libérée intentionnellement dans la nature, et ce nulle part dans l’Union européenne.

## Alimentation
La mangouste de Java est carnivore.
Elle mange principalement des petits rongeurs et des insectes mais il lui arrive occasionnellement d'attaquer et de dévorer des serpents (cobra commun...), des crabes, des grenouilles, des araignées et des oiseaux.

## Sous-espèces
On trouve, introduite depuis la fin du XIXe siècle ou au début du XXe siècle, des sous-espèces de mangoustes de Java dans les îles des Caraïbes (Cuba...), au Nord de l'Amérique du Sud, dans les îles Hawaï et Fidji, dans l'île d'Okinawa et même dans des îlots de Croatie.

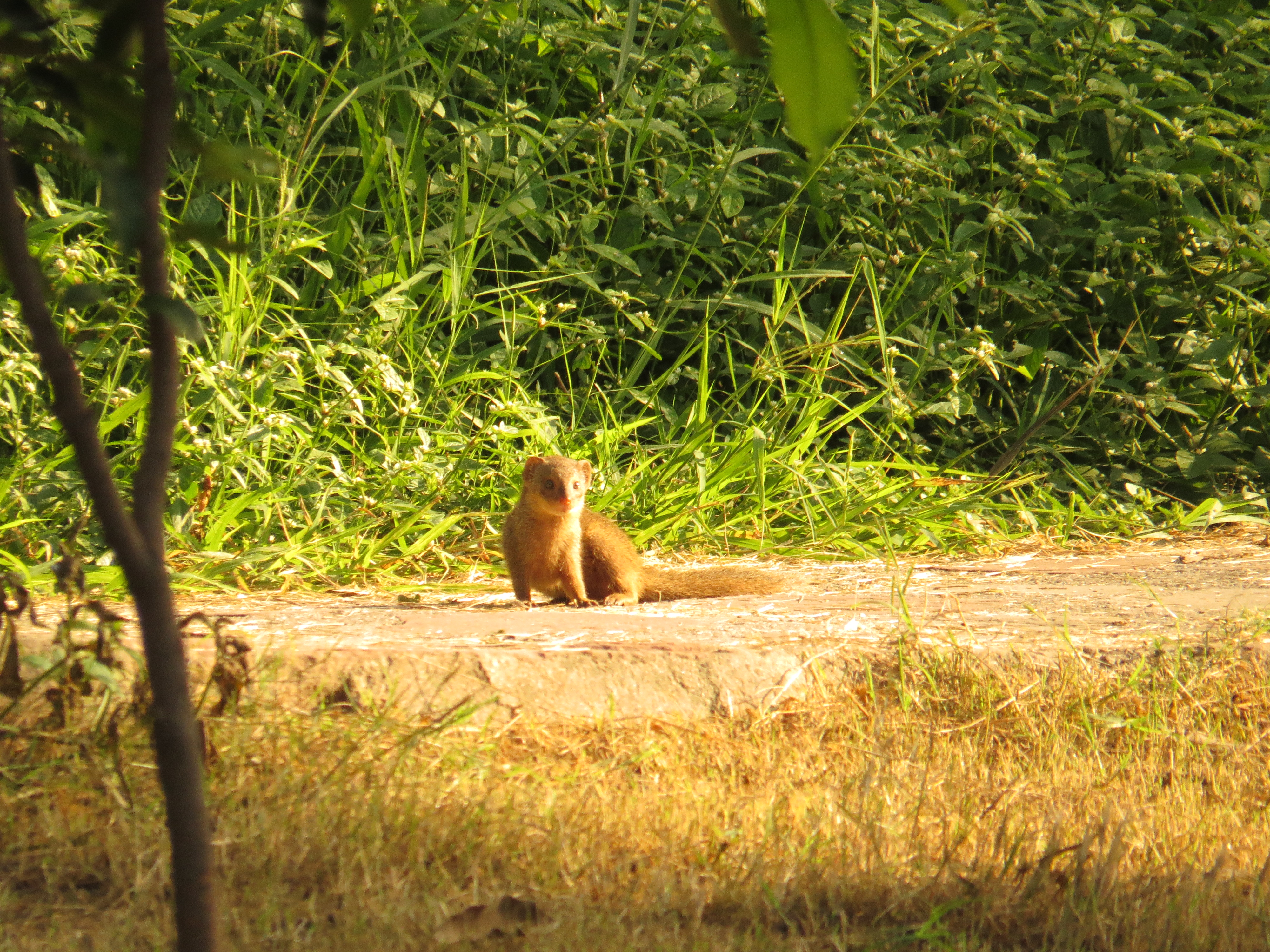
Petite mangouste de Java à New Delhi, Inde

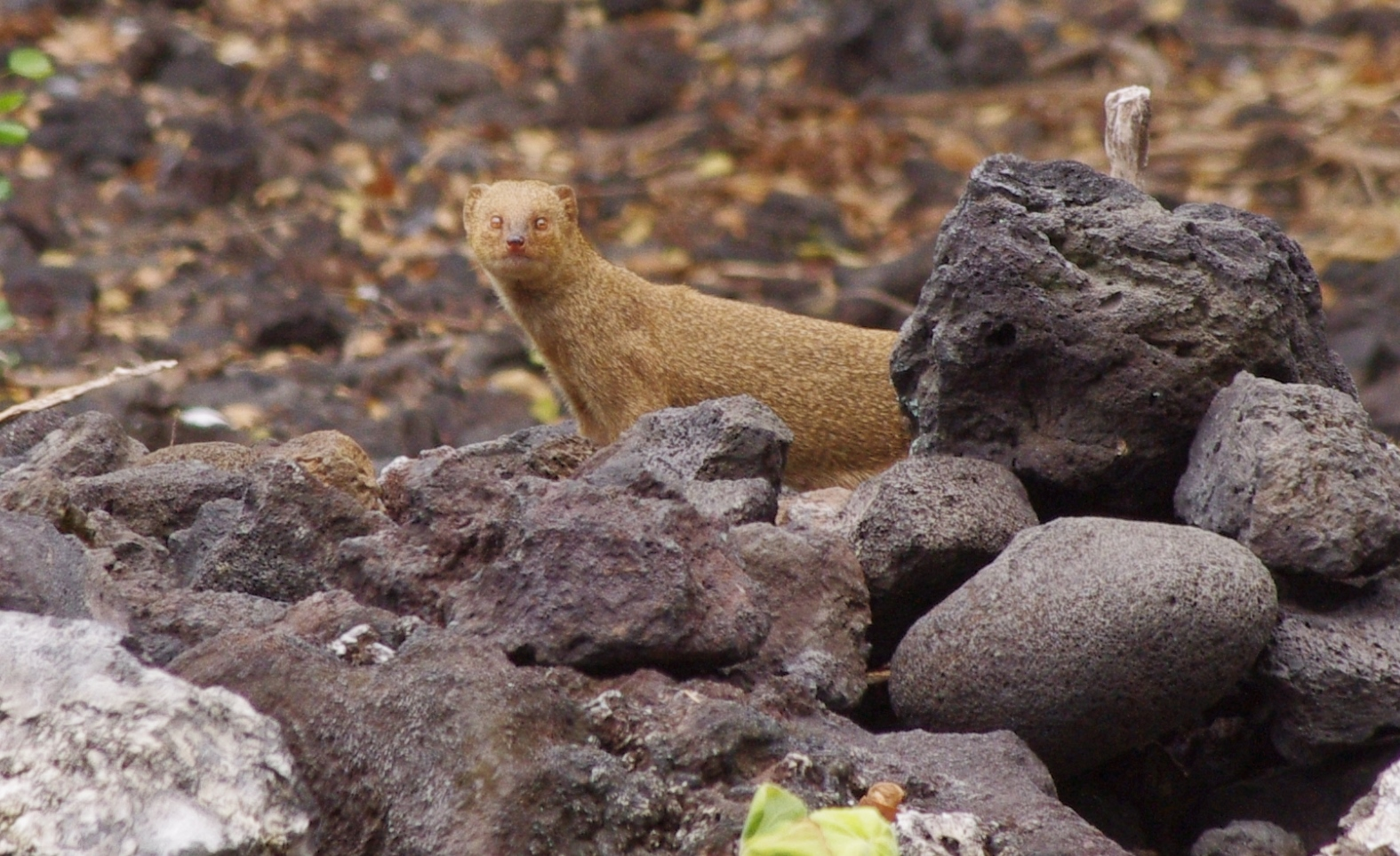
La petite mangouste indienne a été introduite à Hawaï pour chasser les rats des champs de cannes à sucre. Le problème est que la mangouste préfère les œufs d'oiseaux aux rats.

- Mangouste de Java au Parc des mamelles en Guadeloupe, Basse-terre Herpestes javanicus javanicus

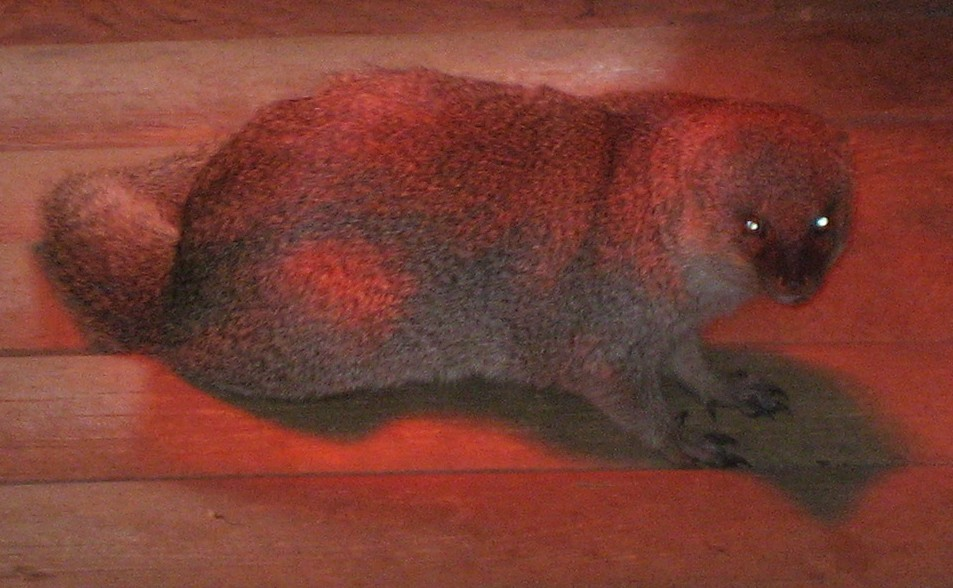
Mangouste de Java au Parc des mamelles en Guadeloupe, Basse-terre

- Herpestes javanicus auropunctatus - sous-espèce que l'on rencontre en Guadeloupe et en Martinique (petite mangouste indienne).
- Herpestes javanicus exilis
- Herpestes javanicus orientalis
- Herpestes javanicus pallipes
- Herpestes javanicus palustris
- Herpestes javanicus peninsulae
- Herpestes javanicus perakensis
- Herpestes javanicus rafflesii
- Herpestes javanicus rubifrons
- Herpestes javanicus siamensis
- Herpestes javanicus tjerapai